# 沖野忠雄
沖野 忠雄（おきの ただお、嘉永7年1月21日（1854年2月18日） - 大正10年（1921年）3月26日）は、日本の土木技師。工学博士、勲一等。

## 経歴
但馬国城崎郡大磯村（現・兵庫県豊岡市）で、豊岡藩士・沖野春水の次男として生まれる。1871年、豊岡藩の貢進生として大学南校に入学、大学在学中の1876年フランスに派遣され、エコール・サントラル・パリ（École centrale des arts et manufactures）に入学する。1881年帰国後、東京職工学校で工業教育を担当し、1883年より内務省土木局に所属して淀川・大阪港など各地の河川改修・港湾整備に従事する。フランス式の捷水路方式による治水を国内に浸透させた。1911年内務技監となり、1916年からは土木学会会長を務めた。1918年退官。
地元の兵庫県豊岡市にある出石神社境内に沖野忠雄顕彰碑がある。淀川改修工事での難工事（毛馬閘門・洗堰工事）の功労を讃え、内務省大阪土木出張所元所長で、河川工学（特に淀川）の権威の一人である坂本助太郎と共に、淀川河川公園内に「沖野博士記念像」が設置されている。

## 栄典・授章・授賞
位階
- 1884年（明治17年）8月30日 - 正七位[7]
- 1886年（明治19年）7月8日 - 従六位[8]
- 1908年（明治41年）2月29日 - 正四位[9]

勲章等
- 1897年（明治30年）12月28日 - 勲五等瑞宝章[10]
- 1916年（大正5年）4月28日 - 勲一等瑞宝章[11]

## 家族・親族
- 出典は人事興信録の4巻と8巻より。
- 妻・ふて（ふで。猪子清の長女）
- 兄・神矢粛一
  - 神矢ふみ（神矢肅一の2女）
    - 森垣亀一郎（ふみの夫）

  - 神矢福子（神矢肅一の3女）
    - 藤井正太郎（福子の夫。藤井得三郎の息子）

縁者
- 猪子止戈之助（ふての兄）
- 猪子吉人（ふての弟）
- 藤井米次郎（龍角散の2代得三郎。正太郎の義兄）